# Kasumi Ninja
Kasumi Ninja es un videojuego de lucha desarrollado por Hand Made Software y publicado por Atari Corporation exclusivamente para Atari Jaguar en Norteamérica y Europa el 21 de diciembre de 1994 y luego en Japón por Messe Sansao en julio de 1995. Es el primer título de lucha que se lanzó para el Jaguar que intentó sin éxito capitalizar la tendencia de los juegos de lucha ultra violentos iniciados por Mortal Kombat de Midway en 1992.
Cuando el ninja mayor Gyaku mata a dos de sus compañeros mayores a través de la magia negra y se convierte en poseído por un demonio poderoso después de romper la puerta al inframundo, el jugador toma el papel de cualquiera de los personajes jugables para derrotar a otros oponentes ante el Señor Gyaku destruye la Tierra. Siendo uno de los primeros títulos anunciados para el Jaguar antes de su lanzamiento al público en noviembre de 1993, Kasumi Ninja fue creada por la misma compañía que anteriormente desarrolló Dracula the Undead para Atari Lynx en 1991 y tuvo un proceso de desarrollo problemático, a través de varios cambios antes de su lanzamiento. También fue uno de los primeros juegos que contó con un sistema de bloqueo de los padres, lo que permitió la censura y limitó la violencia mostrada durante el juego.
Kasumi Ninja recibió una recepción mixta o negativa cuando se lanzó. Si bien recibió elogios por sus imágenes, los críticos criticaron los controles, el sonido y la jugabilidad lenta, y muchos críticos lo calificaron como un clon de Mortal Kombat. Para el 1 de abril de 1995, el juego ha vendido más de 24,000 copias, aunque no se sabe cuántos se vendieron en total durante su vida y, desde entonces, algunos lo consideran uno de los peores juegos de todos los tiempos. Una secuela, Kasumi Ninja II, estaba en desarrollo para el Atari Jaguar CD, pero fue cancelada.

## Jugabilidad
Kasumi Ninja es un juego de lucha con gráficos digitalizados y sprites con campos de batalla pseudo-3D que utilizan el desplazamiento de paralaje, en el que el jugador lucha contra otros oponentes en partidas uno a uno. El luchador que logra agotar la barra de salud del oponente gana el primer combate y el primero en ganar dos combates se convierte en el ganador del partido. Cada ronda es cronometrada, que se puede ajustar en la pantalla del menú de opciones, y si ambos luchadores aún tienen salud restante cuando se acaba el tiempo, el que tenga más salud gana esa ronda. El juego cuenta con cuatro niveles de dificultad que pueden seleccionarse tanto en la pantalla principal como en la pantalla del menú de opciones, mientras que también cuenta con cuatro niveles de visualización de Gore para elegir en el menú de opciones, siendo Gore Fest el más alto y el único modo donde los personajes pueden disparar sus respectivos movimientos de muerte, entre otros escenarios. El juego también cuenta con un sistema de bloqueo parental donde los padres pueden censurar el nivel de violencia que se muestra durante el juego ingresando una contraseña de seis dígitos con el teclado del controlador.
En el modo de un solo jugador, solo se pueden seleccionar dos personajes al principio, mientras que se desbloquean más personajes al derrotar al equipo en una serie de partidas uno a uno. Si el jugador logra derrotar a todos los oponentes en la dificultad más baja, el jugador no podrá luchar contra Gyaku, pero puede enfrentarse en la dificultad Normal, aunque su forma demoníaca solo puede ser desafiada en las dificultades más altas. Dependiendo de la dificultad seleccionada, al jugador se le da una cantidad de continuaciones antes de pasar a la pantalla de Game over. Al igual que en Mortal Kombat, los movimientos especiales y de muerte se realizan manteniendo presionado el botón C mientras se presiona el d-pad. El sistema de bloqueo del juego también funciona de manera similar a Mortal Kombat, en el cual el jugador aún recibe daño cuando bloquea contra ataques físicos y de proyectiles. Una característica única del juego es la funcionalidad de la barra de salud durante el juego, que es una katana y derrama sangre en el campo de batalla cuando el personaje se daña. El juego también cuenta con un modo contra dos jugadores.

## Sinopsis

### Trama
La isla de Kasumi ha engendrado algunos de los guerreros más famosos del mundo, mientras que permanece oculta a los ojos del mundo moderno en la niebla que la rodea debido a los Celestiales Preeminentes, haciendo que aquellos que encuentran el lugar sin ser invitado no vuelvan a ser escuchados. Los que están en la isla están entrenados tanto en cuerpo como en espíritu en el templo de la Nube del Dragón por tres sabios y capaces ninjas ancianos, cada uno de los cuales representa un aspecto de la humanidad y, debido al equilibrio entre el bien y el mal entre ellos, permite la puerta del inframundo permanezca cerca, pero uno de los ninjas más viejos de la isla, Gyaku, mata tanto a Hiei como a Kaioh, los otros dos ninjas mayores, fracturando la alineación de las fuerzas cósmicas y abriendo la puerta al inframundo en el proceso, lo que hace que Gyaku sea poseído por un demonio poderoso capaz de destruir la tierra. Como resultado, el jugador asume el rol de luchador elegido por los Celestiales para derrotar al Señor Gyaku y restablecer el equilibrio en el universo.

### Personajes
- Habaki y Senzo: ambos son ninjas gemelos de la familia Kiri-ga-kure que los monjes dejaron al cuidado a una edad temprana en el Templo de la Nube del Dragón. Tanto los expertos en arte como espiritualmente y físicamente, los ancianos ninja se dieron cuenta de sus habilidades y les ofrecieron la oportunidad de avanzar en sus artes mediante el entrenamiento de sus discípulos, con Kaioh y Hiei, quienes eligieron a Habaki y Senzo, respectivamente. Los dos son copias de carbono del uno al otro, con la única diferencia entre ellos son sus respectivos movimientos de muerte.
- Chagi Nelson: un cinco veces campeón mundial de kickboxing que nunca ha perdido una pelea profesional, Chagi ha entrenado en todo el mundo, mezclando diferentes artes marciales para desarrollar un estilo propio. Su nombre es una referencia a Neri Chagi, un movimiento de taekwondo. Uno de sus movimientos de muerte fue votado #9 en el "GamesMaster Gore Special - Top 10 Death Moves", donde agarra y golpea a su oponente con la rodilla, luego hace un agujero en el cuerpo de su oponente.[14]

- Pakawa: jefe de la tribu de combate comanche Tu-Wee-Kah que ha vivido en armonía con la naturaleza, siendo equivalente a los Boinas Verdes de su tiempo.

- Thundra: reina de una tribu de guerreros amazónicos perdidos que han hecho un juramento solemne para proteger las selvas tropicales de los industriales modernos que desean destruirlos con fines de lucro al canalizar su poder interior para imitar la furia de la naturaleza.

- Alaric: un luchador de renombre y rey de la despiadada tribu de godos del norte de Europa. Se basa libremente en un verdadero rey bárbaro también llamado Alarico, que una vez despidió a Roma. Alaric fue originalmente nombrado Eksel en una versión beta del juego y su vestimenta era de un color diferente, que se puede ver en las primeras vistas previas de la revista.[15][16]

- Danja Ureda: una asistente de DA que lucha en la corte durante el día y un vigilante durante la noche que aprende rápidamente las leyes de la calle para sobrevivir cuando crezca. Su mirada ha sido descrita por los críticos del juego como "una prostituta con un traje de gato" y notando su conjunto miserable, a pesar de ser una "vigilante de la calle".

- Angus MacGreggor: El luchador herrero de su aldea Loch Katrine en Escocia, como lo fue su padre, y el padre de su padre antes que él. Uno de sus movimientos de muerte fue votado como el #1 en el "GamesMaster Gore Special - Top 10 Death Moves", donde golpea rápidamente la cabeza de su oponente, lo decapita con una patada y la cabeza fuera de la pantalla cuando está en el aire.[14] Angus es más conocido por el movimiento especial en el que dispara una bola de fuego que inexplicablemente viene de debajo de su falda escocesa. Con su personaje entre los personajes de combate más extraños de 2008, GameDaily escribió que "en ningún otro lugar encontrarás a un escocés que lance bolas de fuego por debajo de su falda escocesa.[17]

- Lord Gyaku: el jefe final del juego y uno de los ninjas mayores, que se volvió loco y mató a todos los demás ancianos en la isla de Kasumi y se proclamó a sí mismo como su señor después de haber sido poseído por un espíritu malvado del Mundo de Demonios. Si el jugador no usa un movimiento mortal en Lord Gyaku durante la batalla final en el modo de un solo jugador, Lord Gyaku se transformará en "Demon Gyaku", una versión más fuerte de sí mismo que se asemeja a un lagarto rojo. Derrotar a su forma humanoide demoníaca recompensará a los jugadores con el "Mejor Final". También es posible jugar como Gyaku con un código de trucos, con lo cual reemplaza a Senzo y Habaki en el modo Versus. También es conocido como Tsuba en la versión beta del juego.[16]

## Desarrollo y lanzamiento
Originalmente con nombre en código de Ninja Puncher al principio del desarrollo, Kasumi Ninja fue desarrollada por el desarrollador británico Hand Made Software, quien anteriormente desarrolló títulos como Dracula the Undead en Atari Lynx y se convirtió en uno de los primeros títulos anunciados para la próxima edición. Jaguar, con un estilo visual completamente diferente en comparación con el que se presentó en la versión final y se planificó tener una lista de 20 personajes jugables en lugar de ocho. La razón dada en relación con la lista final de personajes del exproductor de Hand Made Software Jim Gregory se debe a la intromisión de Atari Corporation, eliminando gran parte de los personajes y otros elementos que se desarrollaron anteriormente para el título, además de reducir el tamaño de la memoria del cartucho del juego. El juego apareció tanto en Spring ECTS '94 como en SCES '94 en un estado jugable, ahora con gráficos y sprites digitalizados como en la versión final.
Kasumi Ninja fue lanzado por primera vez el 21 de diciembre de 1994 y más tarde fue lanzado en Japón por Messe Sansao en julio del próximo año. Algunas copias del juego venían con un accesorio de diadema con el logotipo del juego.

## Recepción
El juego recibió una respuesta mixta a negativa de los críticos. Ha sido criticado por ser un robo flagrante de Mortal Kombat (incluido el juego, los gráficos digitalizados y la violencia gráfica) con controles deficientes. GamePro comentó que los gráficos son técnicamente impresionantes, pero a menudo desagradables a la vista debido a las elecciones estéticas, como la paleta de personajes intercambiados, las enormes gotas de sangre y el movimiento de elevación del kilt de Angus. También criticaron los controles, la música y la voz del anunciador, y concluyeron que "Kasumi es un guerrero de 64 bits destinado a permanecer en las sombras de los juegos de lucha más profundos de 16 bits".
Next Generation le dio una estrella de cada cinco, llamándolo "un ejemplo trágico cuando las buenas ideas se ejecutan mal" y citando "animación desigual", "control lento" y "mecanismos de juego desconcertantes que desalientan la lucha de primeros planos". Por el contrario, el sitio web alemán Atari Inside obtuvo un 82%, elogiando los gráficos y la jugabilidad, pero criticando la animación. ST-Computer también revisó el juego positivamente, otorgando una puntuación del 80%, con elogios en gráficos, pero bajas vistas en animación.
La revista brasileña SuperGamePower le dio al juego 3.5 de 5 para gráficos nítidos y un gran conjunto de movimientos. La revista francesa Consoles+ anotó el juego 73%, aprobando el estilo original al realizar movimientos y la opción de ajustar la cantidad de sangre derramada (aunque un segundo crítico criticó la lentitud del juego y que la calidad del juego es más SNES que Jaguar).
En una revisión retrospectiva, AllGame elogió las imágenes del juego, pero criticó al controlador y concluyó que el juego no era más que un "clon horrible de Mortal Kombat que debe ser ignorado por todos, excepto el más devoto Atari Jaguar de 64 bits." GamePro resumió que "Kasumi Ninja era un terrible título de Jaguar: mal controlador, controles erróneos, un menú terrible, personajes olvidables y una premisa absolutamente poco original: que, por suerte, la historia ha olvidado".

## Legado
Una secuela, Kasumi Ninja II, estaba en desarrollo para el Atari Jaguar CD después del lanzamiento del primer juego, pero se canceló después de que Atari Corp. cerrara sus puertas, lo que hizo que Hand Made Software perdiera dinero en el proceso.
En 2009, Topless Robot la clasificó como la cuarta peor estafa de Mortal Kombat. En 2011, UGO.com lo incluyó en su lista de los 102 peores juegos de todos los tiempos. Ese mismo año, Complex lo llamó "uno de los peores juegos de Jaguar jamás publicados en un mar de juegos de Jaguar terribles". En 2012, Complex también lo clasificó como el cuarto peor juego de lucha de todos los tiempos, y agregó: "Fue difícil elegir entre Ultra Vortek, Fight for Life y Kasumi Ninja para el peor juego de lucha de Jaguar, pero vamos a ir con el último mencionado porque es probablemente el más famoso. Y también el peor." Kasumi Ninja también figura en "50 Awful Games" de Digital Press.
En una publicación del foro de 2017 en AtariAge, la miembro de la comunidad Chriz-B descubrió que las pantallas de introducción, continuación y finalización del juego se tomaron del lago Atitlán, Guatemala.